# Stictocardia incompta
Stictocardia incompta är en vindeväxtart som först beskrevs av Hallier f., och fick sitt nu gällande namn av Hallier f. Stictocardia incompta ingår i släktet Stictocardia och familjen vindeväxter. Inga underarter finns listade i Catalogue of Life.